# Joachim Koester
Joachim Koester   (Copenhaguen, 1962) és un artista conceptual. Treballa principalment en fotografia fixa i vídeo. Hal Foster, que escriu a Artforum, ha caracteritzat la seva obra com "al llarg de les fronteres entre documental i ficció".
Durant els darrers quinze anys, la seva obra ha estat exposada internacionalment a Europa, Amèrica del Nord i Àfrica. Koester va ser finalista del Premi Hugo Boss el 2008.
Koester és graduat a la Reial Acadèmia de Belles Arts de Dinamarca, de Copenhaguen, on va néixer.